# NGC 2349
NGC 2349 est un amas ouvert,, situé dans la constellation de la Licorne. Il a été découvert par l'astronome allemande Caroline Herschel en 1783.